# ポリビアス (都市伝説)
『ポリビアス』 (英: Polybius) は、アメリカ合衆国の都市伝説で語られる架空のアーケードゲーム。この都市伝説によれば『ポリビアス』は1981年初頭に最初に出現したと言われている。後にこの都市伝説を元にした同名のゲームがいくつか開発された。
都市伝説上の『ポリビアス』は、オレゴン州ポートランドを本拠地とした政府による心理学の実験の一部であるとされる。『ポリビアス』を遊ぶと、遊んだ人に激しい精神活性と中毒性を与える効果をもたらしたという。このゲームの筐体は少数だけ設置されており、定期的に黒服の男が筐体の元に訪れて、筐体に蓄積したデータの収集と、ゲームがもたらした影響の解析を行っていたとされる。最終的に『ポリビアス』は全てゲームセンターから姿を消したという。
ちなみに、「ポリビアス」はギリシャの歴史家のポリュビオスの英語表記と同じ綴りである。

## 都市伝説
アーケードゲームの情報を収集するCoinop.orgというウェブサイトで、2000年2月6日に『ポリビアス』の情報が登録された。この情報には、『ポリビアス』は1981年に著作権が登録されたと記されている。しかし、アメリカ政府の記録によれば、そのような著作権はこれまで登録されていない。この情報を登録した人物は説明欄の中で、『ポリビアス』のROMイメージを所持しており、ROMイメージから断片的にテキストデータを抽出したと主張している。抽出されたテキストには"1981 Sinneslöschen"というものが含まれる。このゲームに関する情報欄は説明欄を除いてどれも「不明」とだけ記録されており、説明欄には「奇妙な噂」により都市伝説が生まれたと書かれている。
都市伝説によると、1981年にオレゴン州ポートランド郊外で聞いたことのない新しいアーケードゲームが出現したという。当時、そのアーケードゲーム、つまり『ポリビアス』は滅多に設置されておらず、病み付きになる人が現れるほど人気を博したとされる。『ポリビアス』の筐体の周囲に人々は列を成し、遊ぶ順番を巡ってしばしば喧嘩が発生したという。筐体の元には黒服の男が訪れ、筐体から未知のデータを収集していたとされ、これは『ポリビアス』がもたらす精神活性の影響への反応を調査するためだったという。『ポリビアス』を遊んだ人々は、健忘、不眠症、夜驚症、幻覚などの副作用に苦しんだと言われる。『ポリビアス』が出現してから約1ヵ月後、『ポリビアス』は痕跡を残さず消滅したとされる。
『ポリビアス』にまつわる噂のほとんどで、このゲームを発売した会社は"Sinneslöschen"であるとされる。作家のブライアン・ダニングによれば、この言葉は「慣用句法にあまり従っていないドイツ語」であり、「感覚の削除」または「感覚の剥奪」というような意味があるという。"Sinne"は「感覚」、"löschen"は「消滅する」または「削除する」という意味である。
テレビゲーム情報誌GameProの2003年9月号に、Coinop.orgの所有者であるカート・コーラー (英: Kurt Koller) が投稿した『ポリビアス』についての情報が掲載された。『ポリビアス』についての情報が掲載されたのは、"Secrets and Lies" (直訳すると「秘密と嘘」) という題名のコンピュータゲームの特集記事だった。この記事こそが知られている限り最初に出版された『ポリビアス』についての情報が記載された出版物であり、これによりこの都市伝説は大勢の読者の元へ伝達された。記事では『ポリビアス』の存在は「不確定」とされていたが、これにより都市伝説への関心が高まり、人々の間に広がっていった。
GamePro誌に『ポリビアス』の情報が掲載されてから、数多くの人々が『ポリビアス』に対して何らかの関与があったと主張し始めた。2006年にスティーヴン・ローチ (英: Steven Roach) という男性が、自分は『ポリビアス』を開発したプログラマの一人であり、所属していた会社で『ポリビアス』を開発していたと主張した。ローチによれば、『ポリビアス』は非常に強烈な最先端のグラフィックを使用したゲームだったが、ある少年が遊んでいる最中にてんかんの発作を引き起こしたため、会社は慌てて筐体を回収したという。ローチは自分の主張に対する証拠を示さなかったが、ローチの話によりゲームについての詳細な情報が与えられ、後にローグ・シナプスがこの都市伝説を元にしたゲームを開発する着想の元となった。

## 都市伝説の分析

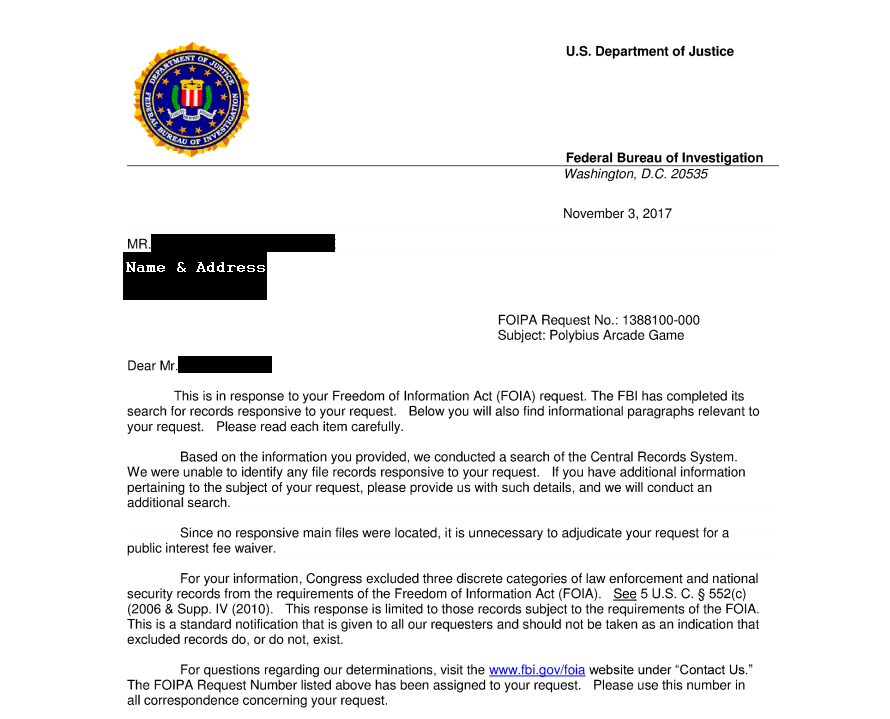
『ポリビアス』についての電子情報公開法請求は、めぼしい結果が出ずに終わった。

都市伝説で語られる『ポリビアス』の実在を示す信頼できる情報は存在しない。ファクトチェックを行うウェブサイト『スノープス』は、この都市伝説は1980年代の「メン・イン・ブラック」の噂が現代に形を変えて復活したものであると主張している。1980年代に、黒服の男がアーケードゲームの元を訪れて、そこで高得点をとった人の名前を記録していたという噂があった。この噂が、政府がある種の実験を実施し、ゲームを遊ぶ人にサブリミナルのメッセージを送っていたという臆説に繋がったという。当時の電子ゲーム関係の雑誌には『ポリビアス』に関する記述は存在せず、主流メディアのニュースにもそのようなゲームについての言及は存在しない。都市伝説から着想を得て制作された模造の筐体やゲームは存在するが、本物の筐体やROMイメージは発見されていない。Yahoo!ゲームのベン・シルヴァーマン (英: Ben Silverman) は、『ポリビアス』がこれまでに存在していた証拠も、このゲームで発狂した人が実在する証拠も存在しないが、『ポリビアス』はもっと技術に偏執的だった時代への逆転現象としてのカルト的な立ち位置を享受していると述べた。
懐疑論者や調査者たちは、『ポリビアス』の都市伝説がどのような経緯で出現したかという点について様々な意見を表明している。アメリカのプロデューサー兼著述家のブライアン・ダニング (英: Brian Dunning) も『ポリビアス』は1980年代に発生した事件の影響が入り混じって生まれた都市伝説であると考えている。ダニングは、1981年の同じ日にポートランドで2人の人物がアーケードゲームを遊んだ後に体調を崩して倒れたことがあったことに言及している。1人は『テンペスト』を遊んだ後に偏頭痛を起こして失神した。もう1人も同じゲームセンターにいたが、こちらは世界記録を破ろうと撮影しながら『アステロイド』を28時間遊んでおり、その後に腹痛に襲われた。ダニングによると、それから10日後に連邦捜査局 (FBI) がその地域の数軒のゲームセンターに踏み込んだという。ゲームセンターの所有者たちにゲーム機を賭博に使用していた疑いがあり、ゲームセンターを捜査する事前の準備としてFBIの局員が改竄の形跡がないか筐体を監視したり、ハイスコアを記録したりしていたらしい。ダニングは、この2つの出来事が組み合わさって政府が監視していたアーケードゲームを遊んだ人が病気になったという都市伝説が生まれたという説を提唱している。ダニングはこのような都市伝説は1984年までには発生しており、映画『スター・ファイター』の筋書きに影響を与えたと考えている。この映画は、10代の若者がアーケードゲームを遊んだところ、ゲームを密かに開発した宇宙人に徴兵されるという内容になっている。ダニングは"Sinneslöschen"という名称について、ドイツ語を話さない人が英独辞典を使って合成語を作ろうとするとこのような言葉ができるだろうと述べている。
1983年に発売されたアーケードゲーム『キューブ・クエスト』はシューティング・ゲームであり、レーザーディスクから再生されるシュールな映像が特徴だった。そのような映像は当時の典型的なゲームとは全く異なるものだった。筐体の中のレーザーディスク再生装置が頻繁に故障するため、維持管理の人員が頻繁に筐体の元に訪れたようだ。同様の理由で短期間ゲームセンターから撤去されることもしばしばあった。このような理由から、『ポリビアス』で遊んだことがある、または見たことがあると主張する人は、実際は『キューブ・クエスト』を『ポリビアス』と誤って覚えていたのかもしれないと考えている人もいる。
しかし、懐疑論者の中には『ポリビアス』の都市伝説が生まれたのはもっと最近のことであると考えている人もいる。イギリスの映画制作者兼テレビゲーム・ジャーナリストのステュアート・ブラウン (英: Stuart Brown) が都市伝説の出自の調査をしたところ、『ポリビアス』の都市伝説が2000年までに存在していた証拠を発見できなかった。ブラウンは、『ポリビアス』の都市伝説はCoinop.orgの所有者であるカート・コーラーが、自身のウェブサイトへ人々を誘導するために意図的にでっちあげたものであるという結論を下した。この都市伝説は、陰謀論の人気と、でたらめな噂が広まりやすいというインターネットの性質を利用して作られたものであるという。ブラウンの考えでは、1980年代に都市伝説の出自を求める説明は、コーラーが話を創作する着想の元となった過去の出来事に遡って都市伝説の存在を立脚しただけのことであるという。ブラウンは、1994年に『ポリビアス』に関することをUsenetで見たと記憶している人は、「プブリウス・エニグマ」 (英: Publius Enigma) についての記事を『ポリビアス』と記憶違いしていると説明した。ブラウンは、2000年にCoinop.org上に提供された画像にある『ポリビアス』のロゴと、『バブルス』や『ロボトロン2084』のような他のアーケードゲームとの間に顕著な類似性があることも指摘している。ブラウンは、下部のテキストは『ロボトロン2084』のそれと類似しており、また、ロゴに使われたフォントは『バブルス』で使用されたフォントとほとんど一致しており、違いはOに差異があるのと、Hが反転しているだけであると断定した。また、ブラウンはこれはウィリアムス・エレクトロニクスを模倣した愛好家の仕業の可能性もあると述べている。『バブルス』や『ロボトロン2084』はどちらもウィリアムスの製品であり、『ポリビアス』が出現したと言われる年の1年後に発売されている。

## 後に登場した同名のゲーム
都市伝説の『ポリビアス』は全く存在が確認されていないが、都市伝説から着想を得て作られた同名のゲームがいくつか公開されている。都市伝説で言われる精神活性の影響やサブリミナル効果はこれらのゲームには存在しない。

### 2007年公開のパソコン向けの『ポリビアス』
2007年にパソコン向けのフリーウェア開発やアーケードゲーム開発を行う集団であるローグ・シナプス (英: Rogue Synapse) は、sinnesloschen.comというドメインを登録し、『ポリビアス』という題名のパソコン向けのフリーゲームを公開した。ゲームのデザインは、都市伝説の『ポリビアス』の開発に参加したと主張するスティーヴン・ローチという人物が、インターネットコミュニティに投稿した『ポリビアス』についての説明に一部基づいている。
ローグ・シナプスの『ポリビアス』はアーケードゲーム『スター・キャッスル』に似た2Dシューティングゲームであり、極度に強烈なグラフィック・エフェクトが特徴である。都市伝説で言及された特徴的なタイトル画面やフォントも正確に再現しており、アーケードゲームの筐体内に据え付けられたパソコンとも互換性がある。そのため、愛好家たちは実際に遊ぶことができる『ポリビアス』の筐体を作製することができた。これにより都市伝説はますます人気になった。失われた『ポリビアス』の筐体を発見したと主張する人のほとんどは、実際にはこのゲームのことを言及している。
このまやかしを完全なものとするため、ローグ・シナプスのエスティル・ヴァンス (英: Estil Vance) はテキサスを本拠地として"Sinnesloschen" (ウムラウトは付かない) という名前の会社を設立した。ヴァンスは「ローグ・シナプス」の商標をその会社に移譲し、新たに『ポリビアス』の商標を登録した。ヴァンスはこのゲームが本物のオリジナルの『ポリビアス』であると主張したことはなく、『ポリビアス』を1981年に存在したときの状態で再現しようという試みで制作したことを明言している。

### 2013年公開のAtari 2600向けの『ポリビアス』
ロスト・クラシックス (英: Lost Classics) のクリス・トリミュー (英: Chris Trimiew) は『ポリビアス』という名前のAtari 2600向けのゲームを自作した。ゲームの内容は都市伝説で語られる『ポリビアス』に基づいたものとは主張されておらず、トリミューはAtari 2600のハードウェアで都市伝説で語られるようなアーケードゲームを模倣するのは困難であると述べている。このゲームは照準線に近付いた標的を狙う『スター・レイダース』に似た単純なシューティングゲームだが、画面に時折、"DEATH" (日: 死) 、"PAIN" (日: 苦痛) 、"SUFFER" (日: 苦しむ) というようなサブリミナル効果を意識したメッセージが一瞬だけ出現されるという演出がある。トリミューは2013年10月5日に開かれたポートランド・レトロゲーミング・エキスポでこのゲームのカセットを30点だけ販売した。

### 2017年のPlayStation 4向けの『ポリビアス』
2016年、ラマソフト (英: Llamasoft) は『ポリビアス』という名称のゲームを発売することを告知した。このゲームはPlayStation 4で遊ぶことができ、PlayStation VRに対応している。2017年5月9日にPlayStationストアに追加された。初期の宣伝で、共同制作者のジェフ・ミンター (英: Jeff Minter) はイングランドのベイジングストークにある倉庫で本物の『ポリビアス』のアーケード機を遊ぶ許可を得たと称した。ミンターは後に都市伝説から着想を得てこのゲームを開発したと語ったが、都市伝説に語られた通りのゲームを再現しようとしたわけではない。

## 大衆文化での扱い
『ポリビアス』という名称のアーケードゲームがテレビ番組などのゲームセンターの場面の背景に登場することがあった。アメリカのアニメ『ザ・シンプソンズ』の2006年の「大工ホーマーの秘密」 (英: Please Homer, Don't Hammer 'Em) というエピソードで、1970年代から1980年代の時代遅れのアーケードゲームでいっぱいのゲームセンターの中に『ポリビアス』の筐体があった。この『ポリビアス』はボタンが1つ備わっており、"property of US Government" (直訳すると「アメリカ政府の所有物」) と印刷されている。『ポリビアス』はアメリカの2014年のテレビ番組The Goldbergsの2つのエピソードの背景にも登場した。2012年の漫画Batman Incorporatedの第1話では地元の映画館で『ポリビアス』の宣伝をするポスターが貼られている。2008年の漫画House of MysteryでもTシャツに書かれている。2017年のアメリカのSFシリーズDimension 404の第4話は『ポリビアス』を主題としている。2018年のカナダのホラー・ミステリー映画『サマー・オブ・84』でもゲームセンターの背景に故障中の表示がある『ポリビアス』の筐体がある。

## ウェブサイト
- ダウンロード Polybius
- Sinnesloschen.com